# سيبي سشريجفيرس
سيبي سشريجفيرس (16 يوليو 1996 بلجيكا - ) هو لاعب كرة قدم بلجيكي، يلعب كمهاجم.

## روابط خارجية
- سيبي سشريجفيرس على موقع الاتحاد الأوربي (الإنجليزية)
- سيبي سشريجفيرس على موقع الاتحاد البلجيكي (الإنجليزية)
- سيبي سشريجفيرس على موقع قاعدة بيانات كرة القدم.إي يو (الإنجليزية)
- سيبي سشريجفيرس على موقع Soccerway.com (الإنجليزية)
- سيبي سشريجفيرس على موقع عالم كرة القدم.نت (الإنجليزية)
- سيبي سشريجفيرس على موقع AS.com (الإسبانية)